# Play Don't Worry
Play Don't Worry è il secondo album del cantante e chitarrista britannico Mick Ronson, pubblicato dall'etichetta discografica RCA nel gennaio 1975.
L'album, prodotto dallo stesso artista, è anticipato dal singolo Billy Porter, pubblicato l'anno precedente.
Contiene Empty Bed, cover di Io me ne andrei di Claudio Baglioni.

## Tracce

### Lato A
1. Billy Porter
2. Angel No.9
3. This Is for You
4. White Light/White Heat

### Lato B
1. Play Don't Worry
2. Hazy Days
3. Girl Can't Help It
4. Empty Bed (Io me ne andrei Ronson-Baglioni)
5. Woman